# SMS Friedrich Carl (1904)
El SMS Friedrich Carl fue un crucero acorazado (Großer Kreuzer en alemán) construido a principios del siglo XX para la Kaiserliche Marine (Marina Imperial Alemana). Fue el segundo buque de la Clase Prinz Adalbert.

## Construcción y costes
El Friedrich Carl fue construido en el astillero Blohm und Voss de Hamburgo. Fue puesto en grada en agosto de 1901 y completado en diciembre de 1902. Su coste fue de 15.665.000 marcos oro.

## Historial

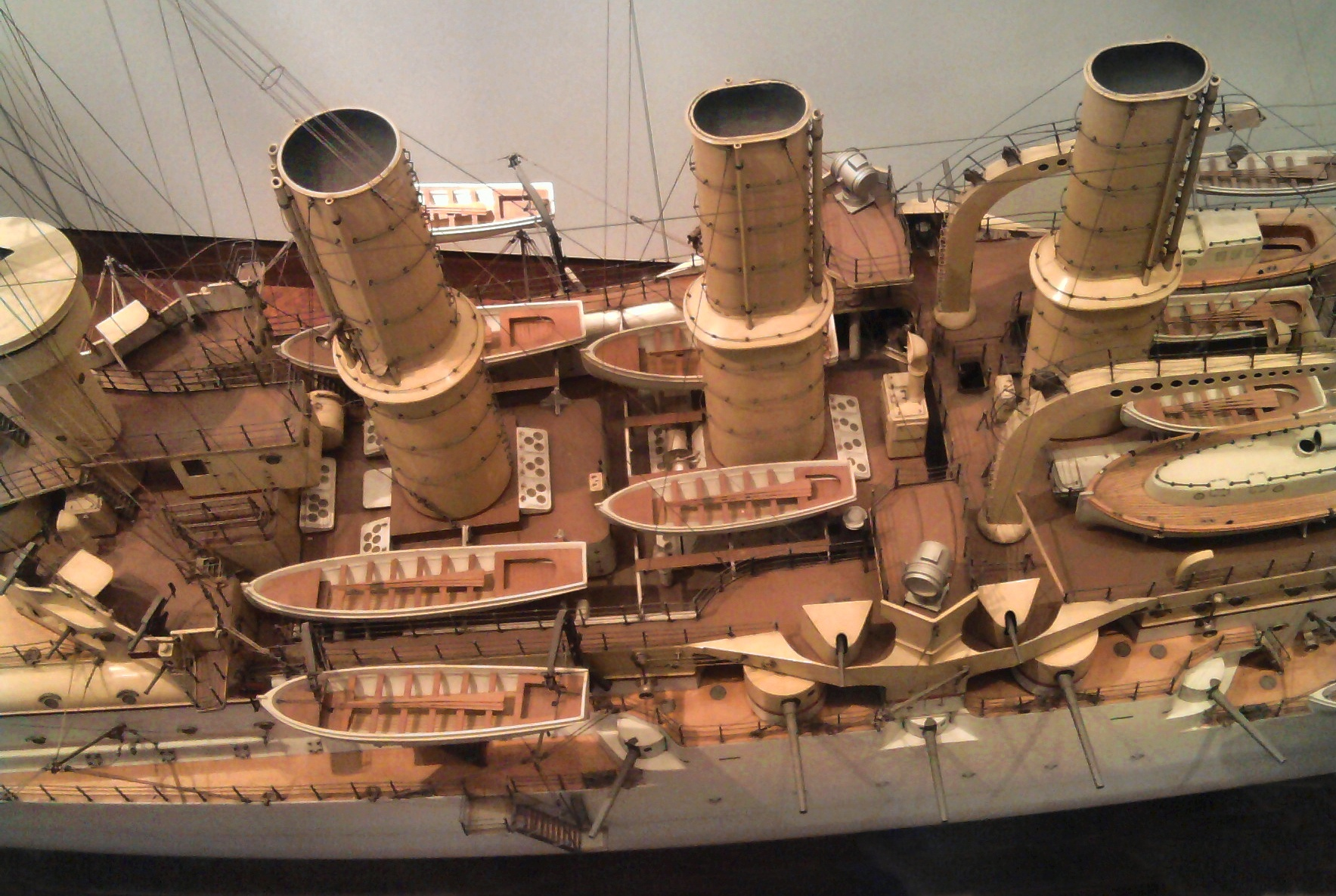
Miniatura de SMS Friedrich Carl, sección media, en el Deutsches Museum.

Antes de ser asignado, el Friedrich Carl escoltó al buque de pasajeros König Albert, que llevaba a bordo al Kaiser Guillermo II, en un viaje de crucero por el Mediterráneo. El Friedrich Carl fue asignado a la Hochseeflotte (flota de alta mar del Imperio Alemán) en mayo de 1904. Fue retirado en marzo de 1908, pero fue reasignado a la flota en marzo de 1909 como buque para entrenamiento con torpedos.
La participación del Friedrich Carl en la Primera Guerra Mundial fue bastante corta. En agosto de 1914, tuvo que ser reparado. Hacia septiembre, fue destinado al mar Báltico. El 17 de noviembre de 1914, chocó con dos minas, colocadas por destructores rusos, al oeste de Memel (actual Klaipėda, Lituania)). El Friedrich Carl se mantuvo a flote bastantes horas, permitiendo que la mayoría de la tripulación pudiese ser rescatada por el crucero SMS Augsburg. Finalmente, el Friedrich Carl se hundió con la pérdida de 8 tripulantes.

## Anexos
- Anexo:Cruceros acorazados por país
- Anexo:Buques de la Kaiserliche Marine

- Datos: Q553845
- Multimedia: SMS Friedrich Carl (ship, 1903) / Q553845